# Rasoul Mir Malek
Mohamed Rasoul Mir Malek (pers. ‏محمد رسول میرمالک‎, ur. 31 października 1938, zm. 20 listopada 2024) – irański zapaśnik walczący w stylu klasycznym. Olimpijczyk z Tokio 1964, gdzie zajął szóste miejsce w kategorii 63 kg.